# Boderndorf
Boderndorf  ist ein Gemeindeteil der oberfränkischen Stadt Neustadt bei Coburg im Landkreis Coburg.

## Lage
Das Dorf liegt etwa fünf Kilometer südwestlich von Neustadt am Fuß der rund einhundertzehn Meter höheren Anhöhe Stiefvater. Gemeindeverbindungsstraßen führen nach Kemmaten, Neustadt und Wellmersdorf.

## Geschichte
Boderndorf wurde erstmals 1149 in einer Urkunde als „Lidebolde“ erwähnt, mit der der Würzburger Bischof Siegfried von Truhendingen bestätigte, dass dem neugegründeten Kloster Mönchröden das Dorf mit allen Rechten durch Hermann Sterker, Burggraf von Meißen und seinen Bruder, den Grafen Sterker, übergeben wurde. Seit 1516 führt die Ortschaft ihren heutigen Namen. 
Im Jahr 1501 bestanden sechs Güter in Boderndorf. Eine Ziegelei wurde 1602 an der Straße nach Wellmersdorf rechts, oberhalb des Dorfteiches, errichtet. Am 24. Mai 1913 gegen zwei Uhr zerstörte ein Brand die Fabrikationsstätte und drei benachbarte landwirtschaftliche Anwesen.
Boderndorf gehört seit dem Mittelalter zur Kirchengemeinde Fechheim. Die Kinder gingen in der ersten Hälfte des 19. Jahrhunderts nach Wellmersdorf in eine Präzepturschule. Im Juni 1860 wurde dort ein Schulhaus für die Schüler der Gemeinden Wellmersdorf, Kemmaten, Boderndorf und Birkig eingeweiht. Ab 1965 mussten die Schüler der Oberstufe, ab 1971 alle Schüler in Neustadt zur Schule gehen.
In einer Volksbefragung am 30. November 1919 stimmte ein Boderndorfer Bürger für den Beitritt des Freistaates Coburg zum thüringischen Staat 27 waren dagegen. Somit gehörte ab dem 1. Juli 1920 Boderndorf zum Freistaat Bayern.
Bei der Reichstagswahl vom 5. März 1933 bekam die NSDAP in Boderndorf 17 von insgesamt 35 abgegebenen Stimmen.
Nach einer Bürgerbefragung am 21. September 1973, an der 24 von 42 Stimmberechtigten teilnahmen und 23 der Eingemeindung nach Neustadt zustimmten, folgte zum 1. Januar 1974 die Eingliederung in Neustadt.
Die Trinkwasserversorgung erfolgte früher durch Haus- und ein Schöpfbrunnen. Eine private Wassergenossenschaft versorgte ab 1939 fünf Hausanschlüsse. Nach 1967 übernahm  der Zweckverband Spittelsteiner Gruppe die Wasserversorgung, 1986 folgten die Stadtwerke Neustadt. Stromlieferanten waren ab 1922 das Überlandwerk der Gumpertschen-Mühle in Mupperg und ab August 1934 das Bamberger Überlandwerk Oberfranken. 1997 übernahmen die Stadtwerke Neustadt die Stromversorgung. 1987 hatte Boderndorf 17 Wohngebäude, von denen acht nach 1949 entstanden waren.

## Sehenswürdigkeiten
Markant ist der Klosenhof, ein Anwesen mit einem Bauernhaus, bestehend aus einem zweigeschossigen Fachwerkbau mit einer Hochlaube. Das denkmalgeschützte Gebäude ist im späten 18. Jahrhundert entstanden. Es hat eine schlichte Fachwerkkonstruktion im Erdgeschoss und ein Schmuckfachwerk mit Andreaskreuzen und Rauten im Obergeschoss und im Giebel. Die freitragende, überdachte Hochlaube, auch als Borlaube bezeichnet, diente ursprünglich als Zugang zum Obergeschoss. Seit dem Einbau einer Innentreppe wird sie als Trockenplatz für Kleinwäsche genutzt.

## Einwohnerentwicklung
| Jahr | Einwohnerzahl |
| ---- | ------------- |
| 1900 | 67            |
| 1925 | 62            |
| 1933 | 63            |
| 1939 | 61            |
| 1946 | 76            |
| 1950 | 82            |
| 1961 | 60            |
| 1980 | 75            |
| 1987 | 78            |
| 2013 | 66            |
| 2020 | 55            |